# Vrapče
Vrapče (Servisch cyrillisch Врапче) is een plaats in de Servische gemeente Tutin. De plaats telt 58 inwoners (2002).